# عمر عزيز (ناشط)
عمر عزيز (18 شباط/ فبراير 1949 - 16 شباط/فبراير 2013)، والمعروف أيضًا باسمه الحركي أو الكنية  أبو كامل ، كان لاسلطوياً ومفكراً وثورياً سورياً.  وهو معروف بدوره في العمل مع لجان التنسيق المحلية خلال المراحل الأولى من الثروة السورية وكتاباته التي تدعو إلى التنظيم الأفقي .  

## حياته
وُلِد عمر عزيز في دمشق في حي العمارة عام 1949 لعائلة ميسورة الحال. درس الاقتصاد في جامعة غرونوبل وعمل بعد ذلك في قطاع تكنولوجيا المعلومات في المملكة العربية السعودية والولايات المتحدة. كان متزوجاً ولديه ثلاثة أطفال. 

## النشاط السياسي ووفاته
عاد عزيز إلى سوريا رداً على اندلاع الثورة السورية في عام 2011، وسرعان ما انخرط في التنظيم مع المجتمعات المحلية التي كانت تقاوم الحكومة.  وعلى الرغم من سنه وحالته الصحية ، فقد عمل بنشاط وبشكل شخصي مع السكان المحليين، وكان مشاركاً في جهود توزيع المساعدات.  خلال مشاركته في الثورة، لاحظ عزيز وجود فصل بين الحركة السياسية وواقع الحياة اليومية للناس، مما دفعه إلى اقتراح إنشاء المجالس المحلية، حيث يمكن للمجتمع تنظيم شؤونه وإدارة نفسه بعيداً عن سيطرة الدولة. في نوفمبر تشرين الثاني 2011، نشر مشروع مقترح للتنظيم الذاتي بعنوان " تشكيل المجالس المحلية ".    بعد وفات عمر عزيز أكدت بدور حسن أن المجالس كانت مستوحاة من كتابات روزا لوكسمبورغ ، في حين أشار الكاتب اللبناني جوي أيوب إلى أن العديد من عناصر مقترحات عزيز انعكست في هياكل الإدارة الذاتية لشمال وشرق سوريا، التي تأسست في عام 2013.   ووصف زميله السوري الأناركي(اللاسلطوي) نادر أتاسي رؤيته بأنها بثت الحياة في طريقة عمل المجالس المحلية"، على الرغم من أنه أشار إلى أن العديد من المجالس فشلت في الممارسة العملية في ممارسة الحكم الذاتي الحقيقي، وتوقفت بدلاً من ذلك عند العمل الإعلامي والمساعدات.  نشر عزيز طبعة منقحة وموسعة من كتاب تشكيل المجالس المحلية في شباط 2012. 
كان عزيز مشاركًا شخصيًا في إنشاء أربعة  مجالس في ضواحي دمشق، وكان أولها إما في برزة  أو الزبداني .  في 17 أكتوبر/تشرين الأول 2012، ساعد في إنشاء مجلس داريا ، أحد أهم مراكز المقاومة السياسية التي شهدت مذبحة للسكان ارتكبتها القوات الحكومية في أغسطس/آب. وكان من المقرر أن ينتخب 120 عضواً في الهيئة التنفيذية كل ستة أشهر، كما كان مقراً أن يتم انتخاب رئيس المجلس ونائبه بالتصويت من قبل عامة الناس. لكن في نوفمبر/تشرين الثاني 2012، أصبحت داريا تحت حصار كبير من قبل قوات نظام بشار الأسد . 
في 20 نوفمبر/تشرين الثاني 2012، تم اعتقال عزيز في منزله في المزة  من قبل عناصر إدارة المخابرات الجوية . قبل وفاته، ورد أنه لاحظ أن المجالس استمرت لفترة أطول من كومونة باريس .  احتجز في سجن المزة حتى 12 فبراير/شباط 2013، حيث تم نقله إلى سجن عدرا . وأفاد شاهد عيان في السجن أن حالته الصحية تدهورت بشكل خطير. وبحسب ما ورد، أبلغ عزيز بأنه تعرض للتعذيب، بينما كان يعاني في الوقت نفسه من عدد من لأمراض نظرا لسنه.
توفي في 16 فبراير/شباط، بعد وقت قصير من إرساله لتلقي العلاج في مستشفى حرستا العسكري. وانتشرت تقارير عن وفاته بعد عدة أيام   وفي 22 فبراير/شباط، أعلنت منظمة هيومن رايتس ووتش عن وفاته بعد أن اكد لهم أحد من أقاربه. 

## إرثه
وفي حين استمرت المجالس في الوجود و الانتشار بعد وفاة عزيز، فإن نظام المجالس سرعان ما تعرض للتهديد من قبل الفصائل الإسلامية ، التي استولت في كثير من الحالات على المجالس المحلية.   وتواصلت الهجمات من قبل القوات الموالية للأسد ، والتي استهدفت البنية التحتية العامة في أراضي المجلس مثل المستشفيات والمدارس والمخابز.   في حين ظلت بعض المجالس سليمة حتى مايو/أيار 2016،  إلا أن المجلس في داريا، الذي كان عزيز مساهم فيه بشكل مباشر، سقط في أيدي القوات الأسدية في أغسطس/آب 2016. 
في حين أن ظهور المجالس لم يحظ بتغطية أو اهتمام كبير على المستوى الدولي،  فقد نوقش عمله من قبل كتاب مثل ليلى الشامي ،  وتمت الإشارة إليه في المصادر العلمية لدوره في التنظيم الشعبي خلال المراحل المبكرة من الثورة السورية.   وقد تعرض عمله والتطورات في سوريا للانتقادات في بعض الأحيان بسبب الافتقار النسبي للاهتمام الذي حظي به من جانب اليسار الغربي،  على الرغم من أن بعض المنافذ الإعلامية مثل Fifth Estate  و Unicorn Riot  تحدث عنه.
وفي أعقاب سقوط نظام الأسد في ديسمبر/كانون الأول 2024، تم تنظيم سلسلة من الفعاليات على المستوى الدولي لإحياء ذكراه في ذكرى وفاته في 16 فبراير/شباط 2025.  